# Mulhall
Mulhall – miasto w Stanach Zjednoczonych, w stanie Oklahoma, w hrabstwie Logan.